# Pospelicha
Pospelicha (in russo Поспелиха?) è un villaggio del settore meridionale della Siberia Occidentale situato nel Territorio dell'Altaj,  in Russia. È il centro amministrativo del distretto Pospelichinskij.
La località si trova 211 km a sud-ovest della capitale Barnaul.